# Gymnasiegränd

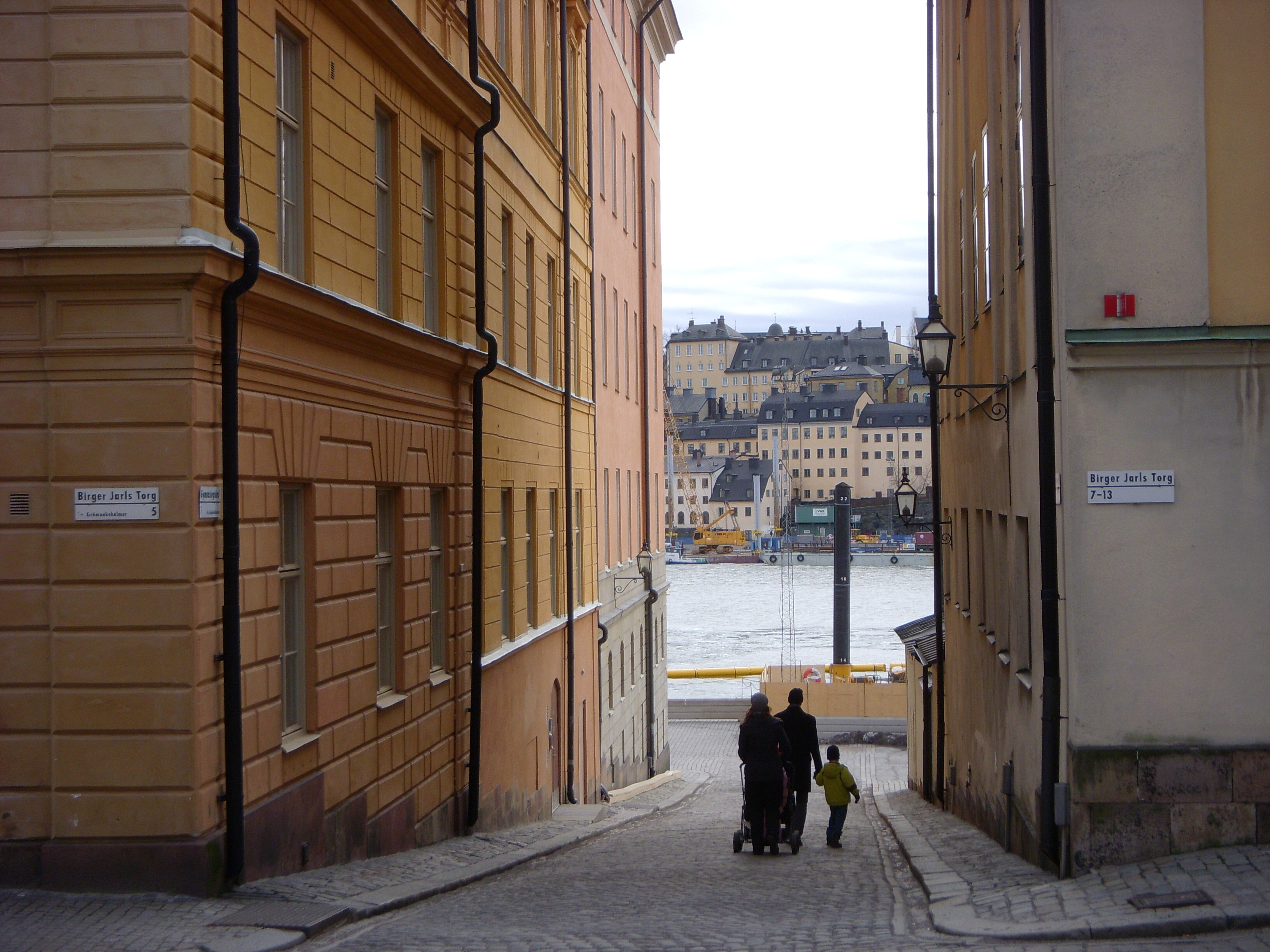
Gymnasiegränd mot syd

Gymnasiegränd är en gata på södra delen av Riddarholmen i Stockholm. Den börjar vid Birger Jarls torg och leder mellan Östra Gymnasiehuset och Gamla riksdagshuset ner till Södra Riddarholmshamnen.
Namnet härrör från tiden då Stockholms gymnasium år 1821 flyttade in i byggnaderna väster om gränden. Gatunamnet är belagt första gången 1834 men fastställdes officiellt 1942. Dagens hyresgäst i byggnaderna är Kammarrätten i Stockholm.